# Ernst Müller-Meiningen
Ernst Müller-Meiningen, född 11 augusti 1866 i Mühlhof i Bayern, död 1 juni 1944 i München, var en tysk politiker.
Müller blev 1894 advokat i Nürnberg, övergick 1896 i statstjänst som domare och blev senare Oberlandesgerichtsrat i München. Från 1898 till novemberrevolutionen 1918 representerade han valkretsen Meiningen I i tyska riksdagen, var från 1905 även ledamot av bayerska lantdagen och var maj 1919 till juli 1920 bayersk justitieminister.
Müller var en av Tysklands främsta liberala parlamentariker. Han tillhörde först Freisinnige Volkspartei, var en av de tidigaste och outtröttligaste ivrarna för en sammanslutning av tyska riksdagens frisinnade grupper och blev, när en sådan (Fortschrittliche Volkspartei) 1910 omsider kom till stånd, partiets ordförande, liksom han även var ordförande för den liberala partigruppen i Bayern. Han var en av tyska riksdagens flitigaste debattörer och utgav - förutom lagkommentarer och andra juridiska skrifter - ett stort antal politiska broschyrer.
Från början demokrat, blev Müller under senare år en bitter kritiker av efterkrigstidens (efter Första världskriget) demokratiska system.